# 증오

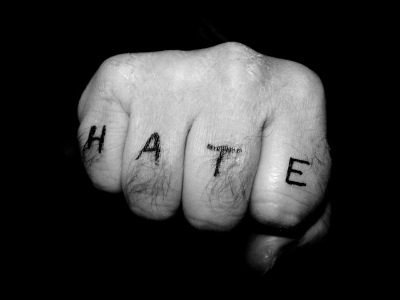

증오(憎惡)란 좋아하지 않는 감정 즉 반감이 매우 강한 상태를 말한다. 특정 음식을 싫어할 때와 다른 사람을 증오하는 데 이르기까지 여러 맥락에 걸쳐 두루 나타날 수 있는 상태이다. 사람에 대한 증오의 극단적인 예로 역사상 특정 인종 집단에 대한 증오가 인종차별주의로 나타나기도 했다.
철학자들은 증오에 대한 여러 가지 주요 정의를 제시했다. 데카르트는 어떤 나쁜 것 혹은 특정 집단에서 제거되도록 촉구되는 것이라고 정의했으며 스피노자는 증오란 극도의 요인 때문에 생기는 고통의 일종이라고 보기도 했다. 흄의 경우에는 전혀 정의될 수 없는 강한 감정이라고 했다.
심리학에서 프로이트는 증오를 어떠한 불행 혹은 불편한 감정을 없애려고 하는 자아 의식에서 발현되는 것이라고 말했다. 더 현대적인 심리학의 관점에서 보면 증오는 깊더라도 참아야 하며 화나 적대감을 개인, 집단, 사물에 대해 가지는 것이라고 보고 있기도 하다.
일반인들도 증오는 대체로 오래 지속된다고 보기 때문에, 일시적인 감정 상태라기보다는 개인의 기질로 여겨진다.

## 같이 보기
- 감정
- 기쁨
- 슬픔
- 노여움
- 두려움
- 사랑